# 伊予の女
「伊予の女」（いよのひと）は、北島三郎のシングル。1968年7月1日に日本クラウンから発売された。

## 概要
- 通称「女（ひと）シリーズ」[2] [3] [4]と呼ばれる内の一曲で、愛媛県松山市を舞台にしており、歌詞の中には三津ヶ浜・道後・石手川が登場する。
- 2004年にリリースされた「【函館の女】～女シリーズ～その女をたずねて」[5]、2007年にリリースされた「その女をたずねて〜函館から沖縄まで〜」[6]にも収録されている。

## 収録曲
両曲共／作詞：星野哲郎、作曲・編曲：島津伸男
1. 伊予の女
2. 西海旅情